# Petrus de Collemedio

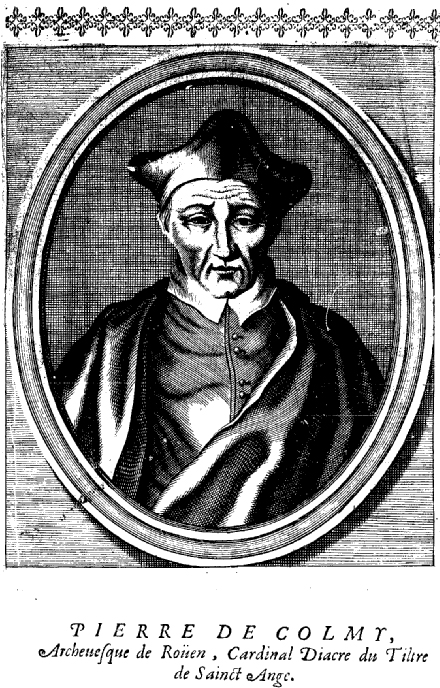
Pierre IV. de Colle Medio

Petrus de Collemedio (auch: Pierre de Colmieu, Pietro da Collemezzo, Pietro de Colmier oder Petrus de Collemed; † 25. Mai 1253) war ein katholischer Bischof und Kardinal des 13. Jahrhunderts. Unter den Päpsten Honorius III. und Gregor IX. war er Päpstlicher Ehrenkaplan, später Auditor der Römischen Kurie, Kanoniker im Domkapitel von Thérouanne sowie Apostolischer Nuntius. Am Ende seines Lebens wirkte er in den deutschsprachigen Ländern als päpstlicher Legat.

## Biographie

### Herkunft
Man sagt, dass Petrus in der Region Campania geboren wurde, was verschiedene Interpretationen seiner Herkunft zulässt, jedoch die Champagne nahelegt.

### Karriere
Er begann seine Karriere als Päpstlicher Kaplan von Honorius III. und später Gregor IX. in den Jahren 1217 bis 1236. 1217 wird Pierre de Colmieu als Magister (wahrscheinlich der Universität von Paris) und als Hörer (auditor) bei der Römischen Kurie erwähnt. Im folgenden Jahr begleitete er als päpstlicher Kaplan Pandulf, späterer Bischof von Norwich, auf dessen Legationsreise nach England. Papst Honorius III. schickte ihn schließlich auf nicht einfache Mission nach Paris, wo er von 1220 bis 1222 blieb.
Als Professor für Theologie an der Universität von Paris nahm er an den Wahlen des Bischofs von Châlons-en-Champagne (1226), des Erzbischofs von Tours und des Bischofs von Thérouanne (beide 1229) teil. Am Ende des Jahres 1229 trat er in den Dienst des päpstlichen Legaten Kardinal Romano Bonaventura, dessen Vertreter er in der Gesandtschaft bei den Albigensern wurde. 1229 wurde Petrus de Collemedio Domherr in der Kathedrale von Thérouanne und im Jahre 1230 Apostolischer Nuntius für den Süden Frankreichs. Er nahm eine aktive Rolle im Friedensvertrag zwischen König Ludwig IX. von Frankreich und Raimund VII. von Toulouse vom 12. April 1229 ein. Von 21. Februar 1230 bis Dezember 1236 war er als Pierre II. Propst der Stiftskirche Unserer Lieben Frau von Saint-Omer.

### Erzbischof von Rouen
Nach dem Tod von Maurice, Erzbischof von Rouen, wurde am 30. März 1235 der Archidiakon von Caux, Guillaume de Dunelmo, der in Paris auch Magister in Englisch war, zum neuen Erzbischof gewählt, aber dieser lehnte die Wahl ab. Nachdem man den Heiligen Stuhl angerufen hatte und am 4. April 1236 eine Neuwahl stattfand, bestätigte Papst Gregor IX. am 12. August 1236 Petrus II. de Colmieu als Erzbischof von Rouen. Er wurde in der Kathedrale von Rouen durch den Bischof von Avranches, Guillaume de Saint-Mère-Église, am 9. August 1237 zum Bischof geweiht und erhielt das Pallium am selben Tag.
Um Streitigkeiten zwischen dem Erzbischof und der Krone bezüglich des Waldes von Louviers zu schlichten, kam es 1239 zum Besitztausch mit dem Wald von Roumare (106 ha).
Auf dem Weg zu einem Konzil nach Rom, wo Kaiser Friedrich II. exkommuniziert werden sollte, wurden jene genuesischen Schiffe bei der Insel Giglio abgefangen, auf denen sich Bischöfe und Kardinäle aus ganz Europa befanden. Im Zuge dessen wurden Erzbischof Petrus und andere Bischöfe am 1. Mai 1241 von Enzio von Sardinien, einem unehelichen Sohn Kaisers Friedrich II., gefangen genommen. Erst durch die Fürsprache König Ludwigs IX. von Frankreich kam er 1243 frei. Im August und September 1243 wurde er gemeinsam mit zwei späteren Kardinälen zu Kaiser Friedrich II. zu Verhandlungen um ein Ende der Feindseligkeiten gesendet.

### Kardinalbischof von Albano
Papst Innozenz IV. ernannte im Zuge des Konsistoriums vom 28. Mai 1244 Petrus de Collemedio zum Kardinalbischof Petrus IV. der suburbikarischen römisch-katholischen Diözese Albano. Er akzeptierte diese päpstliche Bulle zwischen 23. Januar 1245 und 11. Juni 1252. Petrus weilte ab da in Lyon, wo er am Ersten Konzil von Lyon teilnahm.
Petrus hatte auch nach seiner Ernennung zum Kardinalbischof im Latium noch immer eine besondere Beziehung zu Rouen. Er gründete 1245 das bekannte Kolleg bei der Kathedrale von Rouen, das aufgrund Petrus’ Erhebung zum Kardinal von Albano seinen Namen Hof von Albano (la cour d'Albane) erhielt.

### Wirken in den deutschen Ländern
Er wurde Legat in Deutschland und Belgien, in Apulien und der Toskana.
- Weihe des Anselm von Meißen zum Bischof von Ermland (1250)
- Exkommunizierung des Rüdiger von Bergheim (1250), Bischof von Passau.

### Tod
Er starb in Assisi am 25. Mai 1253 nachdem er die Heilige Messe in der Basilika gefeiert hatte (Weihegottesdienst für die Kathedrale). Sein Körper wurde nach Frankreich zurückgebracht und in der Kathedrale von Rouen begraben.

## Wappen
Blasonierung: Ausschnitte von Gold und Azur, eine zügellose Ziege in Rot.

## Bibliographie
- François Pommeraye: Histoire des archevesques de Rouen. L. Maurry, Rouen, 1667, S. 461–468.
- Jules Thieury: Armorial des archevêques de Rouen. Imprimerie de F. et A. Lecointe Frères, Rouen, 1864, S. 57. (PDF; 2,7 MB)